# Абельская, Ирина Степановна
Ирина Степановна Абельская (бел. Ірына Сцяпанаўна Абельская, род. 6 сентября 1965 года, Брест) — белорусский педиатр и эндокринолог, была личным врачом белорусского президента Александра Лукашенко, вероятно, мать его младшего сына Николая; в 2001—2007 годах, а затем снова с 2009 года — главный врач Республиканского медицинского центра Управления делами президента Республики Беларусь, доктор медицинских наук.

## Биография

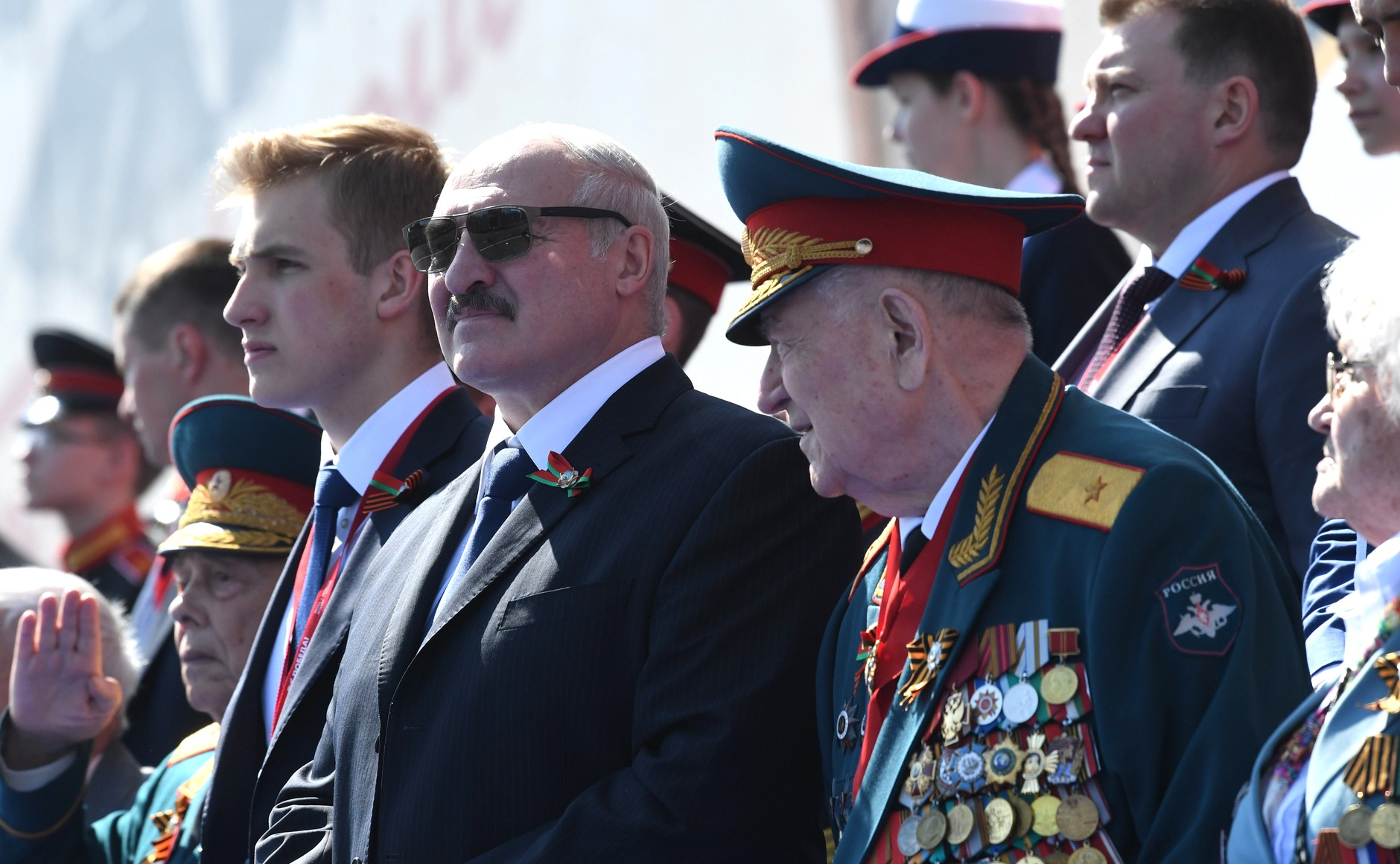
Александр Лукашенко с сыном Николаем

Ирина Абельская родилась в 1965 году в Бресте, Белорусской ССР.
Она происходит из семьи медиков. Её бабушка была фельдшером, и все её родственники были связаны с медициной.
Её мать — Людмила Постоялко (1941—2007), была министром здравоохранения Беларуси в 2002—2005 годах. Стремительный карьерный рост связывают с карьерой дочери. В конце 2005 года Людмила Постоялко ушла из правительства, так как тяжело болела онкологическим заболеванием. При этом заняла пост члена Совета Республики. Умерла 6 марта 2007 года.
Её тётя и брат Андрей Степанович Постоялко — также врачи.
Отец — Степан Николаевич Постоялко, родился в 1933 году в деревне Батарея Берёзовского района Брестской области, 22 января 1952 года был арестован в деревне Берёза вместе с родителями и братом за помощь Организации украинских националистов, был осуждён по статьям 63-1 («измену родине, то есть действия, совершенные … в ущерб военной мощи СССР, его государственной независимости или неприкосновенности его территории») и 76 (участие в организации или подготовке любых «контрреволюционных» действий — от шпионажа до помощи мировой буржуазии) Уголовного кодекса 1928 года, после освобождения из исправительно-трудового лагеря в Норильске (Норильлаг) поселился в Бресте и начал работать на «Брестэнерго», дослужился до руководящих должностей. Постоялко были реабилитированы 29 июля 1992 года решением президиума Брестского областного суда.
В 1988 году Ирина Абельская окончила кафедру педиатрии Минского государственного медицинского института по специальности «педиатрия». Окончила интернатуру в 3-й детской муниципальной клинической больницы города Минска. После этого три года работала педиатром в 25-й детской поликлинике. В 1992—1994 годах была эндокринологом городской эндокринологической клиники и врачом ультразвуковой диагностики в Минском диагностическом центре (по другим источникам, в 1990—1994 годах работала консультантом-эндокринологом клинической больницы № 9).
С 1994 по 2001 год работала врачом в Республиканской больнице Главного управления лечебно-профилактических и санаторно-курортных учреждений Администрации Президента Республики Беларусь, одновременно была личным врачом Александра Лукашенко. В 1994 году первому президенту Беларуси Александру Лукашенко решили найти личного доктора. В Администрации президента решили, что на эту должность идеально подойдет незамужняя (разведённая) женщина в возрасте около 30 лет, приятной внешности, имеющая ребёнка (желательно мальчика). Подходящую кандидатуру искали по всем клиникам Минска; выбор пал на Ирину Абельскую. Осенью 1994 года её в срочном порядке перевели на работу в лечкомиссию и зачислили в штат эндокринологического отделения врачом высшей категории. Правда, в клинике она практически не появлялась. Но с тех пор она стала везде и всегда сопровождать Александра Григорьевича. Через пару месяцев во время одной из поездок Лукашенко представил её журналистам: «Ирина Степановна — мой личный врач». Абельскую часто видели рядом с главой государства, даже во время международных визитов. Постепенно личного врача стали называть одной из самых приближённых к президенту женщин. Так, её формальный начальник, управляющим делами президента Беларуси Иван Титенков вспоминал, что «передавал через Ирину Степановну» просьбы президенту. Бывший постановщик конкурса «Супермодель Беларуси» Александр Варламов, общавшийся с ней в период её работы в лечкомиссии, описывает Абельскую следующим образом: «Добрая, спокойная, незлобливая, никому дорогу переходить не хотела и любила Лукашенко».
То, что Ирина была ответственна не только за здоровье президента, стало понятно во время первого и единственного официального визита Лукашенко во Францию. Тогда в нарушение всех дипломатических канонов президент велел выселить из апартаментов министра иностранных дел Беларуси и заселить туда Ирину. Дело в том, что комната министра соседствовала с комнатой самого Лукашенко. После этого уже никто не удивился, узнав, что Ирина Абельская переехала жить в резиденцию президента в Дроздах.
В 2001 году Абельская была назначена главным врачом Республиканского медицинского центра Управления делами президента Республики Беларусь. Лукашенко тогда заявил, что направляет в лечкомиссию (как в советских времён назывался медицинский центр для номенклатуры) своего личного врача создавать «школу современной медицины». Однако в апреле 2007 года Абельская получила отставку, в официальном сообщении пресс-службы главы государства по этому поводу говорилось, что Лукашенко высказал жёсткую критику в адрес «Республиканской больницы УД президента».
В 2004 году Абельская получила степень кандидата медицинских наук, защитив кандидатскую диссертацию на тему «Рентгенодиагностика на этапах медицинской реабилитации больных с остеохондрозом шейного отдела позвоночника».
В 2007—2009 годах Абельская работала в отделении ультразвуковой диагностики Минского городского диагностического центра на должности рядового врача на полставки, на приём к ней можно было попасть лишь по направлению. Непосредственным начальником Абельской являлся её бывший подчинённый по лечкомиссии. 2 ноября 2009 года Абельская была вновь назначена на должность главного врача Республиканского медицинского центра Управления делами президента Республики Беларусь.
В 2011 года в Белорусской медицинской академии последипломного образования Ирина Абельская защитила докторскую диссертацию на тему «Шейный остеохондроз: лучевая визуализация и технология медицинской реабилитации пациентов».
В 2024 году Абельская стала членом Совета Республики.

## Личная жизнь
Во время учёбы в Минском государственном медицинском институте Ирина Абельская встретила своего будущего мужа Евгения Абельского. Вскоре после этого она вышла замуж и родила старшего сына Дмитрия Евгеньевича Абельского. Однако брак длился недолго, и много лет Ирина сама воспитывала своего сына. Дмитрий Абельский окончил лицей Белорусского государственного университета и медицинский факультет БГУ, получив образование офтальмолога, и начал работать в офтальмологическом центре, в 2017 году защитил кандидатскую диссертацию на тему «Хирургическое лечение миопии и миопического астигматизма методом фемто-ЛАСИК с использованием данных аберрометрии», доцент кафедры офтальмологии Белорусской медицинской академии последипломного образования.
31 августа 2004 года родился внебрачный младший сын Николай. По данным негосударственных СМИ, это Николай Лукашенко — второй внебрачный сын белорусского лидера Александра Лукашенко. Также, по данным негосударственных СМИ, у Лукашенко и Абельской есть ещё один (старший) сын, но о его судьбе общественности не известно, однако белорусские оппозиционные СМИ нашли старшего брата Николая — Матвея Постоялко, родившегося 30 ноября 2002 года и страдающего аутизмом, умственной отсталостью и недоразвитыми слуховыми проходами. Матвея записали на девичью фамилию матери Ирины, боясь, что больной ребёнок навредит карьере политика отца. Матвей сейчас находится в психоневрологическом доме-интернате для престарелых и инвалидов № 2 на улице Ваупшасова в Минске.
Ирина Абельская имеет виллу в элитном минском районе Дрозды, где проживают представители власти и тесно связанные с Александром Лукашенко люди. В этом же районе в 2020-м году была открыта частная гимназия. По данным Беларусского расследовательского центра, её построила фирма «Горизонты знаний», которую основала Ирина Абельская, будучи при этом государственной служащей. На открытии этой гимназии журналисты заметили ученика, «похожего на Николая Лукашенко», который перед этим забрал документы из лицея БГУ.
Декларирует себя верующей, исповедует православие.

## Награды
- Орден Почёта (26 ноября 2018)[26].
- Заслуженный врач Республики Беларусь (2024)[27].